# Theofanes grækeren
Theofanes grækeren (russisk: Феофан Грек, græsk: Θεοφάνης), født omkring 1340 i Konstantinopel, Byzantinske Rige ,døde omkring 1410, var en byzantinsk (græsk) kunstner , og en af de største ikonografer i Storfyrstendømmet Moskva. Han var lærer og mentor af den store Andrej Rubljov.
Theophanes blev født i Konstantinopel. Han flyttede i 1370 til Novgorod, og i 1395 til Moskva.

## Nogle værker

### Fresko
- St. Makarios af Egypten
- St. Daniil Stolpnik
- Abel
- Treenigheden

### Ikoner
Det er tvivlsomt, om Theophanes virkelig er kunstneren bag disse værker.
- Jomfru Maria af Don (se også Donskoj kloster)
- Jomfru Maria
- Jomfru Maria, Kreml
- Johannes Døberen